# Sabine Barthel
Sabine Barthel (* 1962 in Dessau) ist eine rechtsextreme deutsche Politikerin der AfD. Sie war von 2019 bis 2024 Abgeordnete im Landtag von Brandenburg.

## Leben
Nach dem Besuch der Polytechnischen Oberschule und der Erweiterten Oberschule absolvierte Barthel von 1981 bis 1986 ein Studium an einer Fachschule für Lebensmittelindustrie mit Abschluss als Ingenieurökonomin. Von 1987 bis 1990 arbeitete sie als Lehrausbilderin. Seit 2001 ist sie als selbständige Versicherungsmaklerin tätig. 2005 absolvierte sie eine Ausbildung zur Fachberaterin für Finanzdienstleistungen.
Barthel trat 2016 in die AfD ein. Bei den Kommunalwahlen 2019 kandidierte sie erfolglos für das Bürgermeisteramt in Zehdenick, wurde aber in die Stadtverordnetenversammlung und in den Kreistag des Landkreises Oberhavel gewählt.
Bei der Landtagswahl in Brandenburg 2019 wurde Barthel im Wahlkreis 10 (Uckermark III/Oberhavel IV) direkt in den Landtag von Brandenburg gewählt. Das Direktmandat gewann sie mit 24 % der Erststimmen. Bei der Landtagswahl 2024 kandidierte sie nicht erneut.
Sabine Barthel lebt seit 1998 in Zehdenick. Sie hat zwei Söhne.